# Крюденер, Варвара Юлия фон
Баронесса Варвара Юлия фон Крюденер (нем. Beate Barbara Juliane von Krüdener, урождённая Фитингоф; 1764, Рига — 1824, Карасубазар) — франкоязычная писательница из остзейских дворян, проповедница мистического христианства в России и Германии, в течение нескольких лет имевшая огромное влияние на императора Александра I.

## Биография
Родилась в 1764 году (по разным источникам — 11, 21 или 22 ноября) в Риге в семье И. Ф. Фитингофа, известного масона и поборника Просвещения. Дедом матери баронессы был фельдмаршал Миних. Получила светское образование.
В 1782 году была выдана замуж за посла России в Курляндии, барона А. К. Крюденера (1744—1802), который был старше её на двадцать лет. Супруги вскоре разошлись. Вступила в связь с французским графом Фрежвилем. Позже она то примирялась с мужем, то опять оставляла его, странствуя по Европе. В Париже посещала салон госпожи де Сталь. Присутствовала с дочерью Юлией на вечере, на котором Шатобриан читал отрывки из своего нового произведения «Гений христианства». В 1800 году она, в подражание «Максимам» Ларошфуко, стала импровизировать краткие изречения, которые и были напечатаны в Mercure de France, а позже издавались под заглавием: «Pensées d’une Dame Etrangère». Затем она написала «Eliza», «Alexis», «La Cabane des Lataniers» (пасторали во вкусе Бернардена де Сен-Пьера), а в 1803 году издала роман «Valérie» («Валери»), в основу которого легли личные приключения Крюденер, сильно, впрочем, видоизменённые и подкрашенные в сентиментальном духе.
Блестящий успех романа в значительной степени был создан самой Крюденер: она платила деньги поэтам, писавшим стихи в честь её, заказывала шляпы, цветы, ленты а’la Valérie и тому подобное. Однако не только подкупленная критика, но даже и такие известные лица, как Шатобриан и г-жа Сталь, отзывались одобрительно о «Валери». Вслед за этим произошло «обращение» Крюденер. Она и раньше прибегала к религии, понимая её только с эгоистической точки зрения, прося Бога об устройстве своих личных дел и служебных дел мужа. Уже в «Valérie» она стремится поучать читателей. Окончательно она стала на новый путь после поездки в Лифляндию, в 1804 году. Этому способствовали возраст, исключавший возможность светских успехов, деревенская скука, утомление, жажда эффектов. Смерть знакомого на её глазах произвела сильное впечатление на Крюденер и довела её до меланхолии, из которой она вышла на путь религиозной экзальтации.
Знакомство с гернгутерами в Риге, с Юнг-Штиллингом в Карлсруэ утвердило её в новом направлении. Она знакомится также с Оберлином, ревностным приверженцем библейского общества, и с шарлатаном-пастором Фонтэнем, эксплуатировавшим публику предсказаниями поселянки Марии Куммрин. Последняя указала Крюденер роль апостола, избранного Богом для обращения людей на путь истинный. Свою пророческую деятельность Крюденер открыла в Бадене, но проповедовала и во многих других местах; слава её росла всё более и более. Она предсказывала великие события и перевороты, имеющие совершиться в 1816 году. Предсказания эти были темны, неопределённы, легко поддавались всевозможным толкованиям, но на многих слушателей производили сильное впечатление. Некоторые из них продавали своё имущество и шли искать у подножия Арарата новых мест, где бы можно было основать царство Христово на земле.
В это время произошла встреча Крюденер с Александром I. Последний ехал из Вены, утомлённый конгрессом, расстроенный бегством Наполеона с Эльбы, и остановился (4 июня 1815 г.) в Гейльбронне. Здесь он вспомнил о предсказаниях Крюденер, известных ему со слов одной из фрейлин императрицы, г-жи Стурдза — и в ту же минуту ему доложили о приходе баронессы. Случайное совпадение этих фактов, а затем и разговор с Крюденер сильно подействовали на государя. Он пригласил её в Париж, часто беседовал и советовался с ней. Едва ли за ней можно признать какое-либо прямое политическое влияние, кроме той общей, неопределённой мистической религиозности, которую она поддерживала и усиливала в императоре Александре. Вопреки расхожим утверждениям, не ей, а Александру I принадлежит всецело идея Священного Союза.
Филантропическая деятельность Крюденер в голодные 1816 — 1817 гг. сделала её чрезвычайно популярной в южной Германии, но правительства относились к ней враждебно и высылали её из одного округа в другой. Её проповедь, полная религиозной фантастики, сводилась, в сущности, к следующему: христиане должны быть соединены в одну семью, связанную именем Христа. Истинная церковь существовала только до третьего века. Ян Гус стремился к восстановлению её, но протестантизм — это «хитрое дело сатаны», который, вместо слепой веры и самоуничижения, внушил людям большую самоуверенность и гордость. В наше время потеря истинной веры дошла до крайнего предела. Непременно должна произойти страшная битва неверия против веры; все предвещает её и современники её ещё увидят; французская революция была к ней прологом.
В 1818 году Крюденер приехала в Россию и долго жила в Лифляндии, проповедуя только в кругу знакомых; как только она нарушала дозволенное формами русской жизни, ей мягко напоминали об этом. В 1821 году Крюденер, с разрешения императора, бывшего на конгрессе в Троппау, прибыла в Петербург и здесь сошлась с княгиней Анной Голицыной и с кружком русских мистиков.

Александра I особенно раздражало, когда кто-нибудь слишком уж спекулировал на его наивности. На этом, ведь, сорвалась впоследствии карьера баронессы Крюднер, чрез посредство которой святой дух повадился передавать царю повеления насчет каких-то кредитов по кассе опекунского совета.— Тарле Е. В. Талейран. — Высшая школа, 1992. — (Историческое наследие). — ISBN 5-06-002500-4. Архивировано 26 января 2012 года.
Последовало греческое восстание; Крюденер стала проповедовать войну за освобождение греков. Охладевший к Крюденер император деликатно, письмом, остановил её проповедь. Огорченная Крюденер в конце 1821 году возвратилась в своё лифляндское имение и стала "делать над собой аскетические опыты", подорвавшие её здоровье. 
Весной 1824 года она отправилась вместе с княгиней Голицыной в её крымское имение Кореиз, где умерла на исходе того же года. Известный неприятель её архимандрит Фотий весьма язвительно отозвался на известие о смерти баронессы:

Жёнка сия, в разгоряченности ума и сердца, от беса вдыхаемой, не говоря никому противного похотям плоти, обычаям мира и делам вражиим, так нравиться умела всем во всем, что, начиная с первых столбовых боляр, жены, мужи, девицы спешили, как оракула некоего дивного, послушать жёнку Криднер. Некоторые почитатели её, из обольщения ли своего или из ругательства над святынею христианских догматов, портреты изобразили Криднерши, издавали в свет её с руками, к сердцу прижатыми, очи на небо имеющую, и Святого духа с небес, как на Христа, сходящего во Иордане или на Деву Богородицу при Благовещении архангельском. В сетях Татариновой и Криднерши сам министр духовных дел весь увязал.
Баронесса похоронена в склепе, где до этого был погребён её родственник — екатерининский генерал А. О. Шиц. Её дочь, баронесса София-Юлия (Анна) де Беркгейм (1782-1865) и некоторые последовательницы остались доживать свой век в Крыму у  А. С. Голицыной.